# Crognaleto
Crognaleto är en ort och kommun i provinsen Teramo i regionen Abruzzo i Italien. Kommunen hade 1 200 invånare (2018).